# Путевой моторный гайковёрт

Путевой моторный гайковерт на станции Вербилки

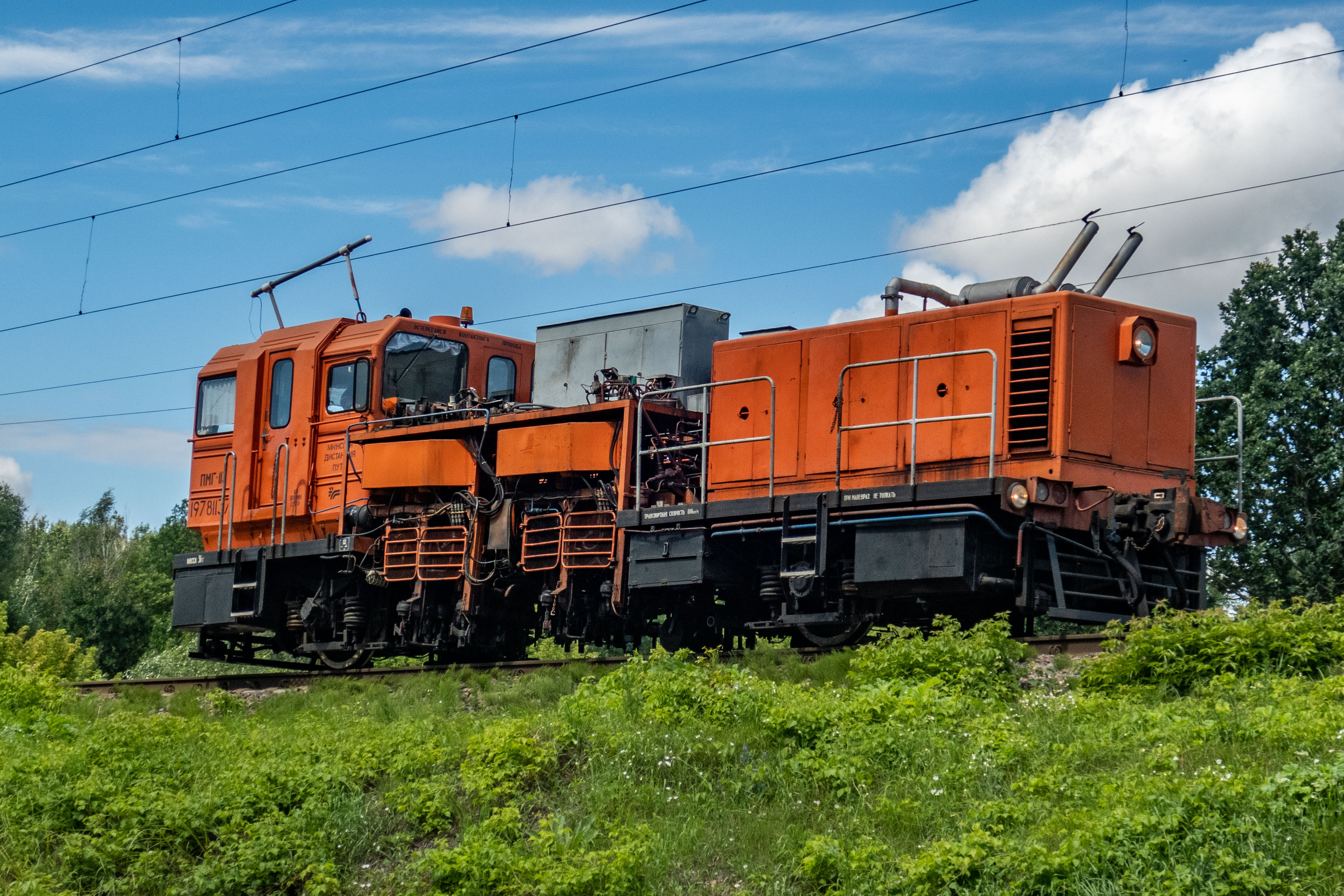
ПМГ-113 Минской дистанции пути Белорусской железной дороги

Путево́й мото́рный гайковёрт — самоходная путевая машина непрерывного действия для отвёртывания и затяжки болтов рельсовых скреплений. Применяется на железнодорожном транспорте при строительстве, ремонте и текущем содержании железнодорожного пути.

## История появления
Первые путевые моторные гайковерты в СССР созданы в начале 1960-х годов. В качестве базовой машины использована шпалоподбивочная машина, подбивочные блоки которой заменены гайковёртными блоками автоматического действия конструкции М.Д. Матвеенко.

## Конструкция и принцип работы
Гайковёрт, как правило, включается в цепочку машин (перед выправочно-подбивочно-рихтовочной машиной), а также используется самостоятельно на участках бесстыкового пути при сезонном обслуживании — для разрядки напряжений в рельсах.
На гайковёрте установлено 8 пар гайковёртных блоков, из которых каждые две пары отлажены на определённую операцию:
- одновременное отвинчивание гаек клеммных болтов
- завинчивание этих болтов после смазки
- отвинчивание закладных болтов и их завинчивание

Для осуществления этих работ применяют также так называемые гайковёртные модули, состоящие из четырёх пар агрегатов, отлаженных на выполнение операций только с клеммными или только с закладными болтами.
На гайковёрте установлен дизель-электрический агрегат переменного тока, снабжающий электроэнергией приводы гайковёртных блоков, тяговые двигатели, компрессорную и насосную станции.
Каждый гайковёртный блок имеет шпиндель с гайковёртной головкой и датчиком-искателем, который при движении машины обнаруживает головку болта или гайку и подаёт сигнал о включении привода механизма опускания шпинделя.
Для плавного регулирования скорости передвижения на путевом моторном гайковёрте применена система управления переменно-постоянного тока: двигатель — генератор — тиристорный преобразователь — тяговые двигатели, обеспечивающая стабильную рабочую скорость на подъёмах и спусках.
Режим работы системы задаётся аналоговым электронным устройством и контролируется датчиком обратной связи, который включён в трансмиссию или опирается своим приводом на рельс.

## Модификации
Наряду с гайковёртами непрерывного действия для механизированного обслуживания рельсовых скреплений разработаны многошпиндельные гайковёрты периодического действия и бессуппортные гайковёрты непрерывно-циклического действия.